# Ma’arrata (Aleppo)
Ma’arrata (arab. معراتة) – wieś w Syrii, w muhafazie muhafazie Aleppo. W 2004 roku liczyła 1134 mieszkańców.